# Kanton Gisors
Kanton Gisors (fr. Canton de Gisors) je francouzský kanton v departementu Eure v regionu Horní Normandie. Skládá se z 18 obcí.

## Obce kantonu
- Amécourt
- Authevernes
- Bazincourt-sur-Epte
- Bernouville
- Bézu-Saint-Éloi
- Bouchevilliers
- Dangu
- Gisors
- Guerny
- Hébécourt
- Mainneville
- Martagny
- Mesnil-sous-Vienne
- Neaufles-Saint-Martin
- Noyers
- Saint-Denis-le-Ferment
- Sancourt
- Vesly